# 拉钦耳蕨
拉钦耳蕨（学名：Polystichum lachenense）为鳞毛蕨科耳蕨属下的一个种。

## 扩展阅读
維基物種上的相關：拉钦耳蕨